# Tutti Frutti (programa de televisión)
Tutti Frutti fue un programa de humor emitido en España por Telecinco entre 1990 y 1992.

## Formato
Inspirado en los programas Spitting Image y Los pepones, el programa inicialmente iba a emitirse en TVE pero Javier Solana lo rechazó.
El espacio se incluyó entre la parrilla inicial con la que la cadena estrenó sus emisiones en marzo de 1990. Emitido la noche de los sábados en horario de prime time, fue una de las principales apuestas de la nueva cadena.
Se trataba de un programa humorístico que compaginaba actuaciones, sketches, videos caseros y grabaciones contando con la presencia de algunos de los más populares humoristas del momento. 
En la temporada 1991-1992 pasó a emitirse la noche de los viernes, tras la serie Beverly Hills, 90210.

## Los presentadores
Durante la primera etapa, desde marzo hasta el verano de 1990 los presentadores fueron la pareja de humoristas Cruz y Raya y Fabiola Toledo.
En septiembre de 1990 se fichó, además, al actor Raúl Sénder para interpretar el papel de presentador, junto con Ana Laida Shimose y Rocío Vial. Un año después, Pepe Viyuela, Esperanza Roy y Jordi LP sustituían a Sender en las labores de presentación.

## Los humoristas
Entre los artistas habituales del programa figuraron Mary Santpere, Fedra Lorente, Félix el Gato, Juanito Navarro y Simón Cabido (como Don Ciruelo y Doña Croqueta), Ceda El paso (Santiago Urrialde y José Luis Santiago), Pepe Da-Rosa Jr., Farsantes Fingidos  (Pedro García Marzo y Juanjo Cucalón),  Paloma Lago, Susana Egea, Ángel Solo y Félix Granado. 
En la segunda temporada se incorporaron, además, Faemino y Cansado, Zori y Santos, Mané Guisado, Karola Escarola, Raquel Vega, Mar Jorcano, el exboxeador José Legrá y Lola Flores.

## El fenómeno de las Mama Chicho
Además de las actuaciones, la estética del espacio era un fiel reflejo de la concepción de hacer televisión de Telecinco en sus primeros años, influida en formatos y contenidos por su homónima italiana Canale 5, de Silvio Berlusconi: entretenimiento, desenfado y frivolidad. 
De hecho, la referencia más recordada y comentada del programa fueron las Mama Chicho, un grupo de seis jóvenes bailarinas italianas (Patrizia Cavaliere, Patrizia Fabbian, Stephania Dall' Olio, Daniela Lodigiani, Patrizia Orzieri y Susy Wenderque), ataviadas al estilo de vedette de revista, irrumpían periódicamente en el plató, coreografiando una sencilla y pegadiza melodía que, a fuerza de repetirse, caló en la mente de los españoles del momento.
Las Mama Chicho llegaron a convertirse en el icono de la cadena, y símbolo de la etapa. Fueron, junto a las Cacao Maravillao de VIP Noche, el máximo exponente de lo que, desde algunos sectores de la crítica televisiva de la época, se calificó como Tele-Teta o Teta-Cinco; una forma de comunicación audiovisual que prioriza la imagen (una imagen, por cierto, ampliamente denostada tanto en su momento como con posterioridad) sobre el contenido.
Tras la cancelación de Tutti Frutti, las Mama Chicho se incorporaron a un programa de similares características denominado Humor cinco estrellas.
El 15 de abril de 2010, las Mama Chicho (no las originales) volvieron para aparecer en la gala del 20.º aniversario de Telecinco interpretando un medley con sus temas conocidos.

## Curiosidades
En el programa, el dúo de humoristas Cruz y Raya doblaron varios segmentos del programa Takeshi's Castle, el cual tomaría forma después como un espacio propio en la parrilla de Telecinco con doblaje de Juan Herrera y Miguel Ángel Coll llamado "Humor Amarillo"

## Premios
- TP de Oro (1990) al Mejor Programa Musical y de Variedades.